# 1950 no teatro

## Eventos
- Inauguração do Teatro Francisco Nunes.

## Nascimentos
| Data            | Nome            | Profissão                              | Nacionalidade | Observações | Ref |
| --------------- | --------------- | -------------------------------------- | ------------- | ----------- | --- |
| 23 de Janeiro   | Guida Maria     | atriz                                  | Portugal      |             |     |
| 15 de fevereiro | Sílvia Bandeira | atriz                                  | Brasil        |             |     |
| 10 de abril     | Tessy Callado   | atriz e escritora                      | Brasil        |             |     |
| 8 de Junho      | Sônia Braga     | actriz                                 | Brasil        |             |     |
| 29 de Junho     | Sérgio Groisman | jornalista e apresentador de televisão | Brasil        |             |     |
| 6 de Dezembro   | Sérgio Fonta    | dramaturgo, diretor e ator             | Brasil        |             |     |

## Mortes
| Data | Nome | Profissão | Nacionalidade | Observações | Ref |
| ---- | ---- | --------- | ------------- | ----------- | --- |